# Orchestre de la Suisse italienne

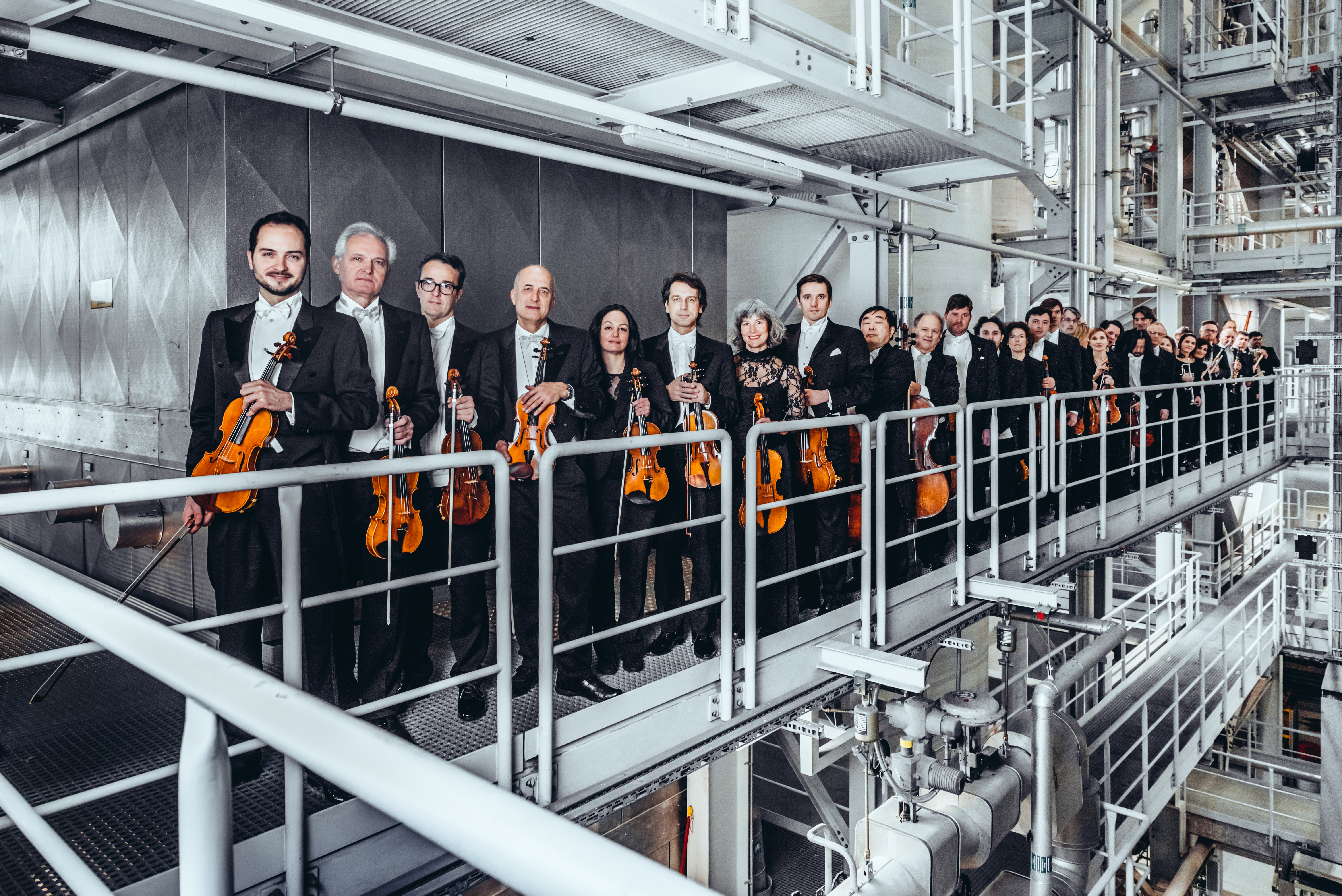
Orchestre de la Suisse italienne

L’orchestre de la Suisse italienne (OSI, en italien Orchestra della Svizzera Italiana), ou orchestre de la Radio/Télévision suisse italienne, est un orchestre symphonique basé à Lugano dans le Canton du Tessin en Suisse.

## Historique
Fondé à Lugano en 1935, l'Orchestre de la Suisse italienne a joué un rôle dans le développement musical de la région, participant à l’établissement  de festivals à Lugano, Locarno et Ascona  notamment à partir des années 1940. 
Au fil des ans, il a été dirigé par des figures musicales telles Ansermet, Stravinsky, Stokowski, Celibidache ou  Hermann Scherchen, et a collaboré avec des compositeurs tels  Mascagni, Richard Strauss, Honegger, Milhaud, Martin ou Hindemith, et plus récemment avec Berio, Henze et Penderecki,. 
Son premier directeur fut Leopoldo Casella. Il  a été suivi en 1938 par Otmar Nussio, qui a multiplié les concerts, ouvrant la voie à des engagements internationaux.  Puis de 1969 à 1991, Marc Andreae a dirigé  l’orchestre  et a consolidé sa réputation, en élargissant son répertoire à des  représentations en première d'œuvres de compositeurs contemporains.
En 1991, l'orchestre a pris son nom actuel  et a commencé à gagner la reconnaissance internationale, se produisant dans les lieux prestigieux des villes comme Vienne, Amsterdam, Saint-Pétersbourg, Paris, Rome, Milan et Salzbourg. 
En 1999,  il a commencé son partenariat  avec Alain Lombard. De 2008 à 2010, Mikhaïl Pletnev est chef invité principal. Depuis septembre 2013, l'orchestre travaille  avec le chef d'orchestre et pianiste Vladimir Ashkenazy. À partir de la saison 2015-16, l'OSI sera dirigé par le chef allemand Markus Poschner.
L'Orchestre de la Suisse italienne se produit aujourd'hui dans les principaux sites en Suisse et à l'étranger.
Depuis 2010, l'OSI s'est produit au Parco della Musica à Rome avec Lorin Maazel, au Teatro Scala de Milan avec Salvatore Accardo, en tournée dans toute la Suisse avec Vadim Repin, dans les principaux théâtres du Brésil avec John Neschling et en Corée du Sud avec Vladimir Ashkenazy. Il a célébré le bicentenaire de Verdi en donnant carte blanche à l'un des principaux représentants de la grande tradition de l'opéra, Nello Santi, avec lequel il a donné trois concerts. En 2012 et 2014, il a également été invité à jouer au Théâtre Équilibre à Fribourg, au Tonhalle de Zürich, au Stadtcasino Musiksaal de Bâle, au Festival de Zermatt,  à la Schubertiade d'Espace 2 à Monthey et au Kultur-Casino de  Berne ; ainsi qu'à la Sala Verdi du Conservatoire de Milan, au Teatro Fraschini de Pavie, au Teatro Ponchielli de Crémone, au Teatro Municipale de Plaisance et au Konzerthaus Franziskaner (Salle de Concert franciscaine) de Villingen-Schwenningen.
Financé principalement par le canton du Tessin, la Radiotélévision suisse (RSI) et RSI Rete Due ainsi que par la Ville de Lugano et l'Association des Amis de l'OSI, (Amici degli dell'OSI), l'orchestre est l'un des treize orchestres professionnels actifs en Suisse. Il bénéficie également du soutien de son partenaire international, Helsinn.
L'orchestre est composé de quarante-et-un musiciens permanents, et participe régulièrement aux festivals de Lugano, de la semaine musicale à Ascona et au Projet Martha Argerich. Grâce aux séries de concerts destinés aux communautés locales avec des concerts d'été,  des concerts scolaires et des projets communs avec le conservatoire de la Suisse italienne, ses liens avec la région sont maintenus.
L'OSI a réalisé des enregistrements pour la radio , et pour des maisons de disques telles  Chandos, Hyperion, Naxos, EMI ou Deutsche Grammophon,. Ses enregistrements pour Deutsche Grammophon comprennent les quatre CD coffret émis en 2012 pour marquer les dix premières années de concerts de l'orchestre  dans le cadre du projet Martha Argerich.

## Chefs d’orchestre
- Markus Poschner, à partir de septembre 2015 chef d'orchestre principal
- Vladimir Ashkenazy, à partir de septembre 2013 chef d'orchestre invité principal
- Alain Lombard, 1999 - 2005 chef principal, puis chef d'orchestre honoraire 2005
- Mikhaïl Pletnev, 2008 - 2010 principal chef invité
- Serge Baudo, 1997 - 2000 principal chef invité
- Nicholas Carthy, 1993 - 1996 chef principal
- Marc Andreae, 1969 - 1991 chef principal
- Otmar Nussio, 1938 - 1968 chef principal
- Leopoldo Casella, 1935 - 1938 chef principal